# 太平天國西征
太平天國西征，是太平天國於1853年攻克江寧（今江蘇南京），改名為天京並定都在此之後，為鞏固天京地位的一次軍事行動，時間上與北伐約略相同，對太平天國後續發展有莫大的影響。
太平天國另有1860年至1861年間的第二次西征，由陳玉成及李秀成兵分兩路合取武漢，可是功虧一簣。陳得才在1862年向陝西進軍之役也有人稱之為第三次西征。

## 緣起
1853年3月太平軍攻克江宁（今江蘇南京），易名為天京。此後由東王楊秀清策劃，在5月派兵北伐及西征，北伐軍目標為北京，西征軍目標為長江中游。太平軍從廣西進軍湖南時，楊秀清解釋他的意圖說：“今日上策莫如捨粵不顧，直前衝擊，循江而略城堡，舍要害，專意金陵，而據為根本。然後遣將四出，分擾南北。即不成事，黃河以南，我可有也”。太平天國攻佔南京後，為推翻清政權須派兵北伐，為穩固天京地位須派兵西征，以此太平軍分擾南北並進。

## 經過
1853年5月，太平天國夏官副丞相賴漢英，國宗石鳳魁，殿右十二指揮白暉懷、土官正將軍林啟容等率水師開始西征。太平軍船千餘號，由天京出發。6月重新佔領安徽江防重鎮安慶。太平軍在此分兵駐守後，繼續順著長江逆流而上，6月下旬到達江西的南昌，開始圍攻該城，與清湖北按察使江忠源激戰，不克，9月撤離南昌，分軍兩路，一路向東重回安慶以經略安徽，另一路向西謀九江及武漢。
安慶的太平軍由春官正丞相胡以晃代領，目標廬州（今安徽合肥）。10月克集賢關，11月克桐城，最後在廬州和剛上任安徽巡撫的江忠源再次遭遇。太平軍首先打退清軍援軍，然後埋火藥用地雷攻城。1854年1月克廬州，江忠源投水死。於是安徽有二十餘縣歸入太平天國版圖，成為今後主要統治區域。
西路軍佔領九江，繼續西入湖北，復佔領漢口、漢陽並圍困武昌。另一支部隊分兵南進湖南，再佔岳州，繞過長沙攻下湘潭。太平軍雖然在靖港擊敗由曾國藩新建的湘軍水军，可是在湘潭大敗。湘军和北路大军统帅桂明乘勢收復岳州、武漢，直指九江。天京當局派翼王石達開前往江西督師，1855年初先後在湖口及九江大破湘軍水師，太平軍乘勝收復武昌。
石達開認為江西是湖南屏藩，在1855年11月率兵入江西，數月間攻佔江西八府五十餘州縣，包圍省會南昌。在江西戰場形勢大好之際，天京被清軍江南大營圍困多時，石達開奉命領兵回救天京，太平軍第一次西征告一段落。

## 影響
北伐和西征是太平天國前期最重要的兩項軍事行動。和北伐不同的是，太平軍西征在長江上游頗有收穫。長江沿岸重要江防據點如安慶、九江、田家鎮和武漢都被攻克。爾後的天國重要領地江西、安徽為天京重要錢米補給出產地，都是在這段時間所奠定的基礎。
對於長江上游的重要性，干王洪仁玕曾這樣說：“自古取江山，屢先西北而後西南，蓋由上而下，其勢順而易，由下而上，其勢逆而難。況江之北，河之南，自古稱中州漁米之地，前數年京內所恃以無恐者，實賴有此地屏藩資益也。……長江者，古號長蛇，湖北為頭，安慶為中，而江南為尾。今湖北為得，倘安慶有失，則蛇既中折，其尾雖生不久。”其後太平天國興衰亦可說和長江上游是否能守息息相關。1856年底武漢復為清軍奪回，1858年九江復失，1861年最後的屏蔽安慶見奪。這段其間內太平軍雖在它地仍有所得，如1860—1861年李秀成取得天京以東今常州、蘇州一帶並包圍了上海，和今浙江省大部份。以此建立蘇福省為天國新領地。從經濟意義上來看，這些地方足以代替失去的江西、安徽等地。但從軍事上來說，這些成就終不能與失卻長江上游、陷入戰略上的被動情況相比擬。終以1864年天京失陷為結局。
也因為太平軍分兵北伐和西征，以致於在這兩個方面都未能取得完全的優勢。北伐完全失敗，而在西征時遇到新興湘軍勢力時，也未能趁機一鼓作氣將其消滅，終成為日後心腹大患。